# Bățanii Mari, Covasna
Bățanii Mari (în maghiară Nagybacon) este satul de reședință al comunei Bățani din județul Covasna, Transilvania, România. Se află în partea de vest a județului, în Depresiunea Baraolt.